# Курлаковская
 Курлаковская  — опустевшая деревня в Лузском муниципальном округе Кировской области.

## География
Расположена в центральной части района на расстоянии примерно 4 км на восток-юго-восток по прямой от села Учка.

## История
Известна с 1727 года как деревня с 1 двором, в 1748 учтено здесь 6 душ мужского пола, в 1859 года здесь (Курлаковская или Курилиха) дворов 2 и жителей 18, в 1926 14 и 80, в 1950 13 и 33, в 1989 14 жителей. Настоящее название утвердилось с 1950 года. С 2006 по 2012 годы было в составе Учецкого сельского поселения, с 2012 по 2020 находилось в составе Лальского городского поселения.

## Население
Постоянное население составляло 2 человека (русские 100%) в 2002 году, 0 в 2010.